# Forma strukturalna
Forma strukturalna - termin w etnologii używany przez Alfreda R. Radcliffe'a Browna, odnoszący się do uogólnień opartych na obserwacji struktury społecznej; im bardziej jego pojęcie struktury społecznej stawało się konkretniejsze (dotyczące jednostek) niż u innych badaczy, tym bardziej pojęcie formy strukturalnej odpowiadało temu, co inni określali terminem "struktura społeczna".